# تشارلز انجلوا (سياسي)
تشارلز انجلوا هو سياسي كندي، ولد في 22 مارس 1938 في كندا. حزبياً، نشط في الحزب الكندي التقدمي المحافظ. وقد انتخب عضو مجلس العموم الكندي.